# Zasięg (biogeografia)

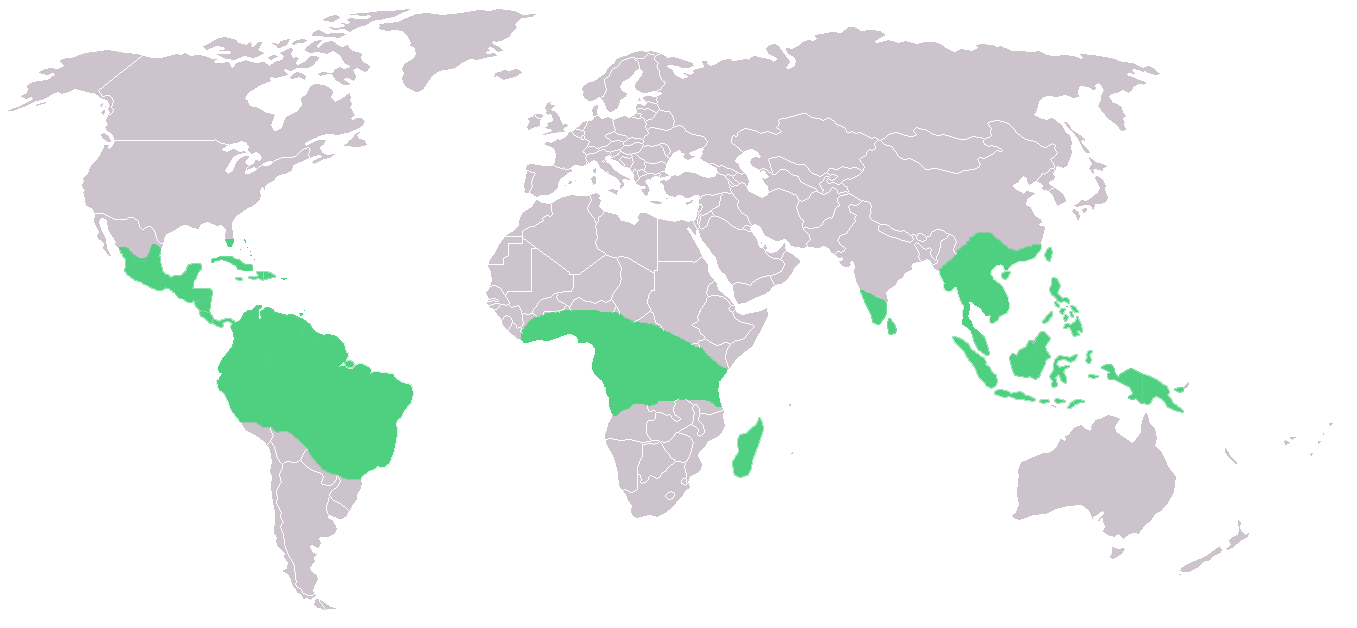
Mapa zasięgu wanilii płaskolistnej

Zasięg, areał, obszar występowania – obszar, na którym regularnie występują osobniki danego taksonu (gatunku, rodzaju, rodziny itd.). Zasięg wyższej kategorii systematycznej w hierarchii systemu klasyfikacyjnego obejmuje zasięgi kategorii niższego rzędu.
Także obszar występowania innych zjawisk lub tworów biologicznych (np. populacji, formacji i zespołów roślinnych). Linia ograniczająca obszar występowania taksonu lub zjawiska to kres lub granica zasięgu.
Zasięg jest zjawiskiem dynamicznym, jego granice ulegają zmianom. Przyczyną tego stanu rzeczy są przede wszystkim zmiany klimatu i zjawiska ewolucyjno-genetyczne, wpływające na zakresy tolerancji gatunków. Pozostałe czynniki ekologiczne (w tym oddziaływanie człowieka) modelują zasięgi rzeczywiste w stosunku do potencjalnych. Z tego względu zasięgi potencjalne są dobrą podstawą wyróżniania elementów ekogeograficznych i dobrym kryterium dla analiz flory lub fauny określonych obszarów.
W wypadku zwierząt wędrownych zasięg obejmuje nie tylko miejsca przebywania w czasie rozrodu (lęgowe), ale również obszary, którymi zwierzęta się przemieszczają i w których przebywają poza okresem rozrodu (np. zimowiska, żerowiska). Do zasięgu nie zalicza się miejsc przypadkowego pojawiania się pojedynczych osobników (np. roślin, które przejściowo zdziczały z uprawy lub zwierząt, które zbłądziły podczas wędrówki).
W celu standaryzacji zapisu informacji o zasięgach geograficznych przyjmowane są standardy, np. w odniesieniu do zasięgów roślin standard TDWG.

## Zasięg występowania (EOO), a obszar zajmowany (AOO)
W Czerwonej Księdze Gatunków Zagrożonych pojęcie zasięg (Extent of Occurrence, EOO) używane jest do opisania obszaru ograniczonego najkrótszą możliwie linią, wytyczoną tak, żeby obejmowała wszystkie znane lub przewidywane obecne miejsca występowania gatunku. W związku z powyższą definicją zasięg obejmuje obszary, na których dany gatunek występuje (obszary zajmowane), jak i obszary charakteryzujące się brakiem występowania (np. w związku z niedogodnym siedliskiem) tegoż gatunku znajdujące się pomiędzy obszarami zajmowanymi.  Obszar zajmowany (AOO) to z kolei obszar dogodnego siedliska znajdującego się wewnątrz granic zasięgu, na którym dany gatunek faktycznie występuje. Zasięg występowania ma w związku z tym w większości przypadków większą powierzchnię niż obszar zajmowany.